# Saison 1 de K 2000
Chronologie
Saison 2
Cet article présente le guide des épisodes de la première saison de la série télévisée K 2000.

## Épisode 1:La Revanche [1/2]
- États-Unis : 26 septembre 1982 (NBC)
- France : 22 avril 1986 (La Cinq)

- Larry Anderson (non crédité) : Michael Long.
- Herbert Jefferson Jr. (non crédité) : Muntzy
- Richard Basehart : Wilton Knight.
- Richard Anderson : Docteur Ralph Wesley.
- Vince Edwards : Fred Wilson.
- (Phyllis Davis (en)) : Tanya Walker.
- Pamela Susan Shoop : Maggie, la serveuse du "Rising Sun"
- Noel Conlon : William Benjamin, président de COMTRON
- Lance LeGault : Vernon Gray, le chef de la sécurité de COMTRON
- Ed Gilbert : Charles Acton

L'épisode commence par une vue nocturne d'enchevêtrements d'enseignes de Las Vegas, dans lesquelles on peut apercevoir Sinatra, Shell, Lucky Louis, Wayne Newton, 4 queens, Frontier, Bonanza, MGM... sur une musique funk tonitruante. Les inscriptions relatives aux personnes ayant contribué à la création de l'épisode sont en surimpression.
- Scène du casino : Cette séquence se déroule très vite, on voit de nombreux personnages se connaissant, mais dont la nature exacte des relations est inconnue tout comme l'enjeu de l'intrigue. Donc, dans un casino, pendant qu'un groupe féminin vêtu de tenues de soirée rouges décolletées interprète Proud Mary puis Harden my heart sur scène, Tanya Walker, excessivement maquillée, portant un manteau de fourrure, est aux côtés de Charles Acton qui joue aux dés. Il gagne beaucoup d'argent. Fred Wilson, chef de la sécurité, qui les surveille, donne alors un signal à Lany, une femme en robe violette qui semble être sa complice. Le lieutenant de police Michael Long, pourtant engagé pour protéger Charles, observe en réalité Fred. Il est assisté d'un collègue : Muntzy (l'homme d'acier), âgé de dix ans de plus que Michael, qui est déguisé en électricien, mimant la réparation d'un éclairage au plafond dans un couloir d'une autre partie du bâtiment, où se trouve l'hôtellerie. Ce dernier reçoit un appel par oreillette de l'arrivée imminente de Lany, de la part de Michael. Le moment venu, Muntzy confirme l'entrée de Lany dans l'appartement dont il surveille la porte depuis sa chaise haute. À l'intérieur de celui-ci, alors que les sur-impressions de noms se poursuivent sur une musique de suspense, on voit Lany photographier des plans de circuits intégrés. Charles va ranger ses gains. Fred envoie Tanya et Michael sur ses pas, et informe Lany qu'elle doit quitter l'appartement car Charles va venir y déposer ses gains. De son côté, Muntzy suit Lany alors qu'elle sort (avec de nouveau une musique de suspense, évoquant celle des films de James Bond (qui contiennent aussi à plusieurs reprises des scènes de casino) cette fois, contrastant fortement avec l'ambiance animée de la salle de jeu). Fred le remarque et ordonne à un complice situé à l'extérieur de lui tirer dessus. Michael sort précipitamment, informé, on ne sait comment, que Muntzy a été repéré.
- Scène de la poursuite : Tanya court derrière lui. Muntzy est abattu devant une Datsun alors qu'il courait parmi les véhicules stationnées (cherchant Lany, ne l'ayant pas vue monter dans une voiture). Alors que Fred et le meurtrier embarquent dans une voiture de police qui part probablement à la suite de celle de Lany, Michael essaie de ranimer Muntzy. Ce dernier, qui ne porte plus si bien que cela son surnom d'"homme d'acier", arrive à murmurer avant de perdre connaissance qu'il faut que Michael parte à la poursuite des meurtriers. C'est ce qu'il fait, dans sa Pontiac Firebird Trans-Am noire de troisième génération. Tanya monte à ses côtés. Michael pense que l'équipe qui s'enfuit va se rendre aux Bahamas pour livrer les clichés pris dans l'appartement de Charles. Alors que Lany donne la pellicule à Fred au milieu des voitures arrêtées dans un chemin (celle de "police" est en fait badgée "SPECIAL SECURITY CONSOLIDATE CHEMICAL"), Michael les rattrape et braque son arme. Le meurtrier de Muntsy reste invisible. L'agent qui conduisait la voiture du service de sécurité jette son arme, mais Tanya dirige la sienne à son tour... sur Michael, dévoilant ainsi son appartenance au gang ! Refusant de se soumettre, Michael est abattu par Tanya en pleine tête et tombe sur l'avant de la Pontiac noire, laissant une grande marque sur le capot et le pare-chocs. Dans le ciel apparaît la lueur de l'hélicoptère de Wilton Knight qui atterrit.
- Sauvetage et nouvelle vie : Wilton Knight de la Fondation Knight sauve Michael Long. Dans une salle richement décorée de la fondation, le professeur Wesley opère son crane (qui a été protégé par une plaque métallique) et reconstruit son visage. Son identité est changée en Michael Knight et Michael Long est officiellement déclaré mort. Le jour où on enlève ses bandages, Devon Miles, un employé de Knight leur apprend que le Knight Industry Two Thousand (KITT 2000) est prêt. Après sa convalescence, Michael est intrigué par un hangar. A l'intérieur, Devon l'illumine avec les phares d'une voiture noire doté d'un ordinateur et d'un blindage révolutionnaire: KITT. Ils vont tous les deux l'essayer sur la route, Michael est décontenancé quand l'ordinateur prend autoritairement la main pour dépasser un camion. Sur son lit de mort, Wilton demande à Michael de combattre pour la justice, un homme pouvant tout changer.
- Départ d'une grande aventure : Une fois Wilton décédé, Michael demande des renseignements sur Tanya Walker puis, malgré la désapprobation de Devon part en utilisant la voiture noire qui est maintenant la sienne. Sur la route vers la Silicon Valley, Michael est choqué d'entendre pour la première fois la voix de KITT. Découvrant que sa voiture a une conscience, il préfère cependant conduire manuellement. Mais la route est longue et Michael s'endort au volant. Repéré endormi par la police, il est poursuivi par une voiture de patrouille. KITT reprend la conduite et évite les virages au grand étonnement des policiers. Finalement arrêté, Michael prétend être sourd et n'avoir pas entendu leur sirène. Il reprend sa route et arrive chez COMTRON, une société où il reconnait Lany sur le parking. Il suit celle-ci au bar d'en face "The Rising Sun". La serveuse se met en rage quand Michael lui parle de Tanya, ce qui éveille les soupçons de Lany. Avertie, Tanya, devenue entretemps l'amante de William Benjamin le président de COMTRON, prévient le chef de la sécurité, qui n'est autre que le tueur du début, qu'un fouineur est sur leur trace. Le soir, Michael propose une alliance à la serveuse qui lui apprend la tenue d'une course de stock-car chez COMTRON. Michael prévient Devon affolé de sa participation à la course...

### Défauts/problèmes/incohérences
- Les mouvements des interprètes féminines de musique du casino ne correspondent pas à ce qui est joué. Le micro passe de la main de la chanteuse au décolleté à un pied d'un plan à l'autre. Par contre, la cohérence des déplacements des figurants est remarquable.
- Dans la version française tout du moins, les voix ne se détachent pas assez de la musique, ce qui n'aide pas à suivre la scène de départ dans le casino, pourtant déjà rapide et elliptique en elle-même...
- Pendant toute la scène du face à face nocturne dans le désert à la suite de la course-poursuite du début, Michael Long est joué par David Hasselhoff en contre-jour[1] alors que ça devrait bien sûr toujours être Larry Anderson. Elle sera insérée plusieurs fois au cours de ce double épisode pilote ainsi que dans d'autres de la série à l'avenir, certaines situations faisant remonter dans l'esprit de Michael ce bien compréhensible traumatisme.

### Questions sans réponses
- Pourquoi Lany doit-elle attendre que Charles ait gagné pour monter dans sa chambre prendre les photos ?
- Que veut dire Michael par "Et pour ce policier, son rôle était justement d'être en protection" ?

### Lieux de tournage
Alors que l'action se déroule à Las Vegas et San Francisco, la totalité des scènes à l'exception des vues de Las Vegas, probablement issues d'archives, est filmée à Los Angeles.

#### Le casino
Sheraton Gateway Hotel
6101 West Century Boulevard
Los Angeles, California 90045

#### Le château de Wilton Knight

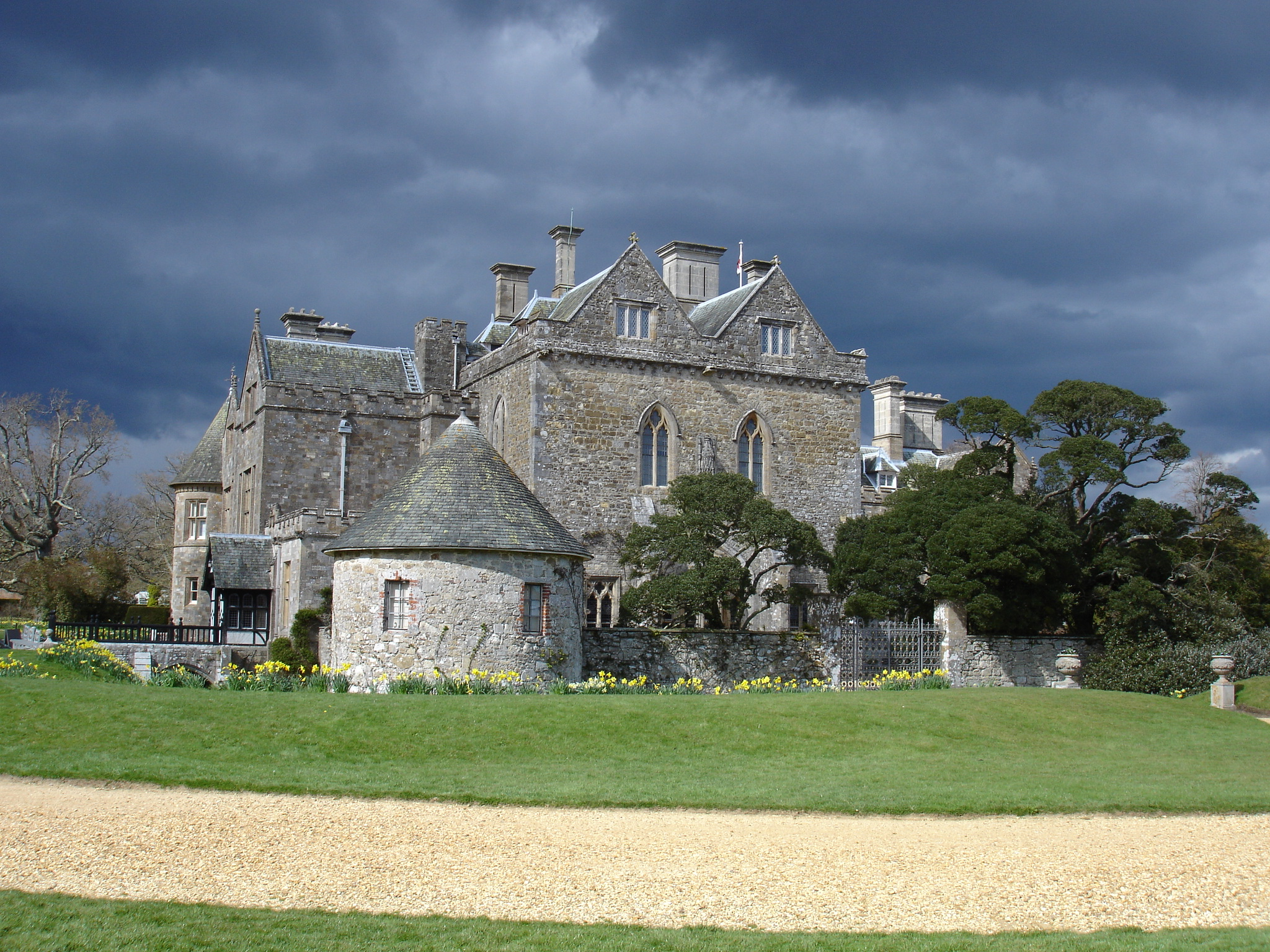

- Vu de l'hélicoptère, il s'agit de "Beaulieu Palace House" situé à Beaulieu, dans le Hampshire[3]. Il s'agit sans aucun doute d'images d'archives, l'équipe de tournage n'ayant aucune raison de se déplacer au Royaume-Uni pour filmer ce monument, dont c'est surtout la seule apparition dans toute la série !

## Épisode 2:La Revanche [2/2]
- États-Unis : 26 septembre 1982 (NBC)
- France : 29 avril 1986 (La Cinq)

- Pamela Susan Shoop : Maggie.
- Lance LeGault : Vernon Gray.
- Michael D. Roberts : Jackson.
- Bert Rosario : Browne.
- Charles Napier : Carney.
- John Quade : Dolan

### Défauts/problèmes/incohérences/bizarreries
- Des ceintures apparaissent miraculeusement sur le siège avant droit de Kitt pendant la course ;
- Initialement, Michael Knight est blessé à l'épaule gauche, mais durant toute la course poursuite en voiture, il se tient parfois l'épaule gauche, parfois l'épaule droite ! À la fin de l'épisode, dans la scène de l'hôpital, c'est bien son épaule gauche qui a été blessée.

### Questions sans réponses
- Comment Michael comptait-il s'y prendre pour cuisiner Tanya au rendez-vous du "Rising Sun" ?

### Lieux de tournage
Les extérieurs de la prison ont été tournés à la prison de "Santa Clarita Valley Sheriff Station" au 23740 Magic Mountain Pkwy, Santa Clarita.

## Épisode 3:Manœuvres mortelles
- États-Unis : 1er octobre 1982 (NBC)
- France : 13 mai 1986 (La Cinq)

- Devon Ericson : Lieutenant Robin Ladd.
- Alan Oppenheimer : Général Duncton.
- Allen Williams : Major Sanderson.
- Ron Kuhlman : Sergent Perkins.

### Description complète
Après 30 petites secondes d'extraits rapidement mélangés de l'épisode qui va débuter, le générique présente pour la première fois des bruitages de Kitt et Patricia McPherson dans le rôle de Bonnie. L'action commence de nuit, dans un entrepôt de dépôt de munitions. Un militaire y pénètre secrètement et se tâche avec de la peinture bleue dans l'obscurité et dit "oh bon sang, non, de la peinture, c'est idiot", avant de se faire repérer en s'échappant.
Le lendemain, Michael attiré sur la route par une jeune femme en détresse, s’arrête pour dépanner la lieutenante Robin Ladd qui est de retour d'Allemagne. KITT remorque sa voiture à l'agence de location puis emmène Robin jusqu'à la base militaire où elle veut surprendre son père, le colonel Ernest T. Ladd. Elle et Michael apprennent sa mort dans un accident de voiture en plein désert par le général Frederick Duncton, un vieil ami.
Après les funérailles de son père, Robin demande à Michael (qui se fait passer pour un agent d'assurance) d’enquêter. Sur les lieux de l'accident Michael trouve une douille de balle.
Robin décide néanmoins d'abandonner l'enquête, laissant Michael retourner seul à son hôtel. Sur le chemin il se fait agresser par des militaires en civil armés d'un fusil d'assaut M16 mais Michael parvient à les envoyer dans le décor.
Le lendemain, il décide de pénétrer secrètement dans la base militaire, fracture le cadenas du dépôt de munitions et trouve des obus atomiques déguisés en obus perforants classiques par de la peinture bleue. Dans le même temps Robin trouve des irrégularités dans les transferts de munition et veut en parler au général Duncton. Étant alors remplacé par son bras droit Sanderson, celui-ci arrête sur le champ Robin qui est ensuite emprisonnée par son complice Perkins dans un char au milieu d'une zone de tir.
Averti par une collègue de Robin de son arrestation, Michael suit la piste de Perkins et après un combat rapide, l'emprisonne avec ses aides et Sanderson dans le dépôt de munitions nucléaires. Connaissant maintenant où se trouve Robin il part la secourir en faisant irruption sur le champ de tir avec KITT. Il avertit le colonel Duncton qui surveille la zone, mais celui-ci fait partie du complot et ordonne la destruction du véhicule noir par ses troupes. KITT évite bien sûr tous les tirs, utilisant son lance-flamme pour tromper les missiles thermos-guidés et Michael finit par délivrer Robin.
Le colonel s'enfuit avec son char de commandement mais est arrêté par le lance-flamme de KITT. Tout le commandement de la base est mis aux arrêt. Devon reçoit les félicitations de la maison blanche puis part avec Michael à bord de KITT.

#### Défauts/problèmes/incohérences
- L'accès au dépôt de munitions est vraiment dénuée de sécurité à hauteur des armes nucléaires qu'il contient (hors la surveillance absente, un simple cadenas).
- La différence entre armes nucléaires/conventionnelles peut-elle réellement se faire uniquement par une peinture?

#### Lieux de tournage
- Le dépôt de munitions est au Fort MacArthur à San Pedro en Californie[4] ;

## Épisode 4:L'Équipée sauvage
- États-Unis : 8 octobre 1982 (NBC)
- France : 13 septembre 1986 (La Cinq)

- Anne Lockhart : Sherry Benson.
- Don Stroud : Hilly.
- James Callahan : Shérif Bruckner.
- Keith Mitchell : Davey Benson.
- Michael Champion : Monk.
- Robert Dryer : The priest.
- Gregory Clemens : Sneaker.
- Alex Daniels : Lonny.

## Épisode 5:Les Cascadeurs
- États-Unis : 22 octobre 1982 (NBC)
- France : 24 juin 1986 (La Cinq)

- Eddie Firestone (en) : Sammy Phillips.
- Susan Kase : Lisa Phillips.
- Phil Coccioletti : Mario Lutenzo.
- Marc Alaimo : Bill Gordon.
- Lin McCarthy : Lawrence Blake.
- Jimmy Weldon : l'annonceur du spectacle.
- Adam Postil : Mark Phillips.

Michael et KITT intègrent une troupe de cascadeurs pour découvrir qui en sabote les spectacles. La fondation Knight soupçonne que l’industriel Lawrence Blake rachète des hypothèques de biens immobiliers de petites entreprises qui sont en situation financière critique. L'équipe du « Slammin’ Sammy’s Stunt Show Spectacular » est sa dernière victime.
L’attraction principale est toujours réalisée par Sammy lui-même. Mark prépare comme d’habitude la AMC Gremlin de cascade de son père et fait le plein d’essence. Mais quelqu'un (dont on ne voit pas le visage) vide secrètement le réservoir. Quand Sammy s’apprête à faire la dernière cascade, à travers un cercle en flammes et en aveugle, le moteur se coupe. Sammy manquant de puissance, s'écrase dans les autres voitures et se casse une jambe. 
Michael se présente alors à Lisa Phillips qui gère l’entreprise avec son père. Michael lui montre ce qu’il peut faire avec K.I.T.T.. Sammy et Lisa sont immédiatement convaincus et engagent Michael.
Le show de Michael et K.I.T.T. est un succès grandissant. Gordon le complice de Blake travaille néanmoins pour ruiner le spectacle. Son complice essaye sans succès de trafiquer K.I.T.T.. Michael convainc Sammy de faire une finale époustouflante en présentant une cascade que personne n’a jamais vu : sauter par-dessus une voiture et un camion alors qu’ils roulent dans la même direction. Michael décore alors K.I.T.T. avec des étoiles pour le spectacle. Lors de l’essai, K.I.T.T. saute sans problème par-dessus le camion et la voiture. Gordon, alors dans les tribunes, propose alors à Michael une offre impossible à refuser : gagner 50 fois ce qu’il gagne aujourd’hui. L’offre ayant l’air trop attrayante, Michael demande de négocier directement avec le patron de Gordon. Mais Blake refuse d’entrer en contact direct avec Michael : il ordonne son élimination à l’occasion d’un accident pendant le show.

## Épisode 6:Motion de censure
- États-Unis : 29 octobre 1982 (NBC)
- France : 3 juin 1986 (La Cinq)

- Carole Cook : Maggie Flynn.
- Nancy Grahn : Jane Adams.
- Robert Sampson : Dixon.
- Bruce Gray : Forbes.

## Épisode 7:Jusqu'à la dernière goutte
- États-Unis : 5 novembre 1982 (NBC)
- France : 6 mai 1986 (La Cinq)

- Harry Carey Jr. : Josh Morgan.
- Sondra Currie : Francesca Morgan.
- Jason Evers : Herb Bremen.
- Lynn Hamilton : Madame Wade.

## Épisode 8:Témoin gênant
- États-Unis : 12 novembre 1982 (NBC)
- France : 17 juin 1986 (La Cinq)

- Ted Markland : Sergent Wallace.
- Mary-Margaret Humes : Carol Reston.
- Jim Haynie : Frank Reston.
- Grainger Hines : Officier Rex Saunders.

### Défauts/problèmes/incohérences/bizarreries
- Afin d'aider Michael arrêté par un gardien de la prison, KITT entre dans la prison en fracassant le portail d'entrée. Après avoir récupéré Michael, il fracasse à nouveau ce même portail pour sortir !

## Épisode 9:Le Prototype
- États-Unis : 19 novembre 1982 (NBC)
- France : 27 mai 1986 (La Cinq)

- William Sanderson : Le révérend.
- Michael MacRae : Tony.
- Peter Cullen : La voix originale de K.A.R.R..
- John Brandon : Le capitaine de police.

### Défauts/problèmes/incohérences
- Le prototype KARR seul dans l'entrepôt Knight arrive à refermer par la pensée des portes classiques à distance et sans contact derrière les deux cambrioleurs apeurés. KARR a-t-il des pouvoirs de psychokinésie ?
- KARR abandonne le duel final de peur de mourir alors que sa manœuvre la précipite vers une mort certaine et qu'il y avait d'autres manières d'éviter KITT (saut, virage à gauche, demi-tour, etc.)

## Épisode 10:La Taupe
- États-Unis : 26 novembre 1982 (NBC)
- France : 2 septembre 1986 (La Cinq)

- Judith Chapman : Linda Elliot.
- Lawrence Dobkin : Alvin B. Kincaid.
- Erik Stern : Thompson.
- Morgan Jones (en) : Warden, Le directeur de la prison.

## Épisode 11:Verdict final
- États-Unis : 3 décembre 1982 (NBC)
- France : 1er juillet 1986 (La Cinq)

- Don Gordon : Lieutenant Dickerson.
- Rick Fitts : Brad.
- Penny Peyser : Cheryl Burns.
- Tim Rossovich : Butch.
- Ramon Bieri : Al Farlan.
- Marvin Karon : Marty Keene.
- Bob Schott : Dink.
- June Christopher : Kim, la barmaid.
- Cynthia Ream : Tracy.
- Michael Masters : l’éboueur municipal.

## Épisode 12:Les Professionnels
- États-Unis : 10 décembre 1982 (NBC)
- France : 20 mai 1986 (La Cinq)

- William Lucking : Redmond.
- Wendy Fulton (en) : Margo Wells.
- M. C. Gainey : Jason Keller.
- Hector Elias : Lopez.
- Michael Carven : Jacobs.
- Donald Mantooth (en) : Corey.

## Épisode 13:Amnésie
- États-Unis : 17 décembre 1982 (NBC)
- France : 10 juin 1986 (La Cinq)

- Alejandro Rey : Rudy Del Juago.
- Judy Landers : Micki Bradburn.
- María Conchita Alonso : Marie Elena.
- Reid L. Shelton : David Burns.
- Victor Millan : Eduardo Casafranca.

## Épisode 14:Cœurs de pierre
- États-Unis : 14 janvier 1983 (NBC)
- France : 6 octobre 1986 (La Cinq)

- Mary McCusker : Angie Martin.
- Rudy Ramos : Roberto Laguna.
- Jeff Cooper : Ricky Stone.
- Sam Vlahos : Père Carlos Laguna.
- Zito Kazann : Emile Pavlon.
- Arell Blanton : Danny Dwight

## Épisode 15:La Liberté ou la mort
- États-Unis : 21 janvier 1983 (NBC)
- France : 15 juillet 1986 (La Cinq)

- Brett Halsey : Clark Sellers.
- Robin Dearden : Liberty Cox.
- Alan Fudge : Ed Shaw.
- Kai Wulff : Helmut Gras.
- Kenneth Tigar : Docteur Kempler.
- Sab Shimono : Hito Osaka.

## Épisode 16:Opération Topaze
- États-Unis : 28 janvier 1983 (NBC)
- France : 29 octobre 1986 (La Cinq)

- Michael Durrell : Paul DeBrett.
- John Ericson : Phillip Royce.
- Jeanna Michaels : Lauren Royce.
- Jack Starrett : Hagen.
- Eve McVeagh : la grand-mère.

## Épisode 17:Une si jolie petite ville
- États-Unis : 18 février 1983 (NBC)
- France : 8 juillet 1986 (La Cinq)

- Jean Bruce Scott : Jobina Bruce.
- Norman Burton : Barnswell.
- John Crawford : Shérif Moore.
- Luke Askew : Ron Austin.

## Épisode 18:L'Or des Aztèques
- États-Unis : 25 février 1983 (NBC)
- France : 22 juillet 1986 (La Cinq)

- Theodore Bikel : Graham Deauville.
- George McDaniel : Peter Stark.
- Lynne Topping : Charlene Hanover.
- Sandy Helberg : Irving Faber.

## Épisode 19:L’Oiseau blanc
- États-Unis : 4 mars 1983 (NBC)
- France : 19 août 1986 (La Cinq)

- Catherine Hickland : Stefanie Mason.
- Bert Freed : Anthony Solan.
- Don Galloway : Gilbert Cole.
- Charles Picerni : Donner.
- Richard Caine : Carson James.
- Eddy Donno : Blake

### Défauts/problèmes/incohérences
- On se demande comment le malfaiteur Anthony Solan peut connaître le repère secret de la Fondation...

## Épisode 20:Les Pirates de la route
- États-Unis : 11 mars 1983 (NBC)
- France : 31 octobre 1986 (La Cinq)

- Yvonne McCord : Terri Calley.
- James Whitmore Jr. : Rick Calley.
- Guy Stockwell : Gil Riggins.
- Lonny Chapman : Sam Bolker.
- Taylor Lacher : Kurt.
- Morgan Woodward : Shérif Winston.

## Épisode 21:Trafic
- États-Unis : 29 avril 1983 (NBC)
- France : 2 novembre 1986 (La Cinq)

- Robert Ginty : Elliott Stevens.
- Gail Edwards : Flannery Roe.
- Angel Tomkins : Connie Chasen.
- Tony Dow : Julian Groves.
- Marshall R. Teague : Armand.

## Épisode 22:Marchandage
- États-Unis : 6 mai 1983 (NBC)
- France : 4 novembre 1986 (La Cinq)

- Robin Curtis : Nicole Turner.
- William Smith : Harold T. Turner.
- Sandy McPeak : Arthur Wexley.
- Dennis Burkley : Tiny
- Gail Fisher : Thelma.
- Brittany Wilson : Natalie Turner